# Перемога (фільм, 1919)
«Перемога» (англ. Victory) — американська мелодрама режисера Моріса Турнера 1919 року

## Сюжет
Вільний мандрівник, Аксель Гейст поселяється на острові в Південних морях. Він переймається долею нещасної дівчини на ім'я Ельма і дає їй притулок на своєму острові. Але практичний Джоунз, який вважає, що Хейст приховує на острові скарби, готує напад на маленький рай Хейсті.

## У ролях
- Джек Голт — Аксель Гейст
- Сіна Оуен — Ельма
- Воллес Бірі — Август Шомберг
- Бен Ділі — містер Джонс
- Лон Чейні — Рікардо
- Булл Монтана — Педро
- Вільям Бейлі — незначна роль
- Бетті Баутон — незначна роль
- Джордж Ніколс — капітан Девідсон
- Лаура Вінстон — місіс Шомберг